# Saint-Martin-Lars-en-Sainte-Hermine
Pour les articles homonymes, voir Saint-Martin et Hermine (homonymie).
Saint-Martin-Lars-en-Sainte-Hermine est une commune française située dans le département de la Vendée, en région des Pays de la Loire.

## Toponymie
L'origine du nom peut être décomposée. Tout d'abord, Saint-Martin fait référence à saint Martin de Vertou, connu pour avoir évangélisé les populations situées au sud de Nantes au VIe siècle de notre ère.
Le mot Lars tire son origine du mot arsi, signifiant « brûlé ». Le toponyme se rapporte à un « brûlis » comme Arsis ou Arsais.

## Géographie
Le territoire municipal de Saint-Martin-Lars-en-Sainte-Hermine s'étend sur 1 884 hectares. L'altitude moyenne de la commune est de 84 mètres, avec des niveaux fluctuant entre 27 et 118 mètres,.

### Climat
Pour des articles plus généraux, voir Climat des Pays de la Loire et Climat de la Vendée.
En 2010, le climat de la commune est de type climat océanique franc, selon une étude du CNRS s'appuyant sur une série de données couvrant la période 1971-2000. En 2020, Météo-France publie une typologie des climats de la France métropolitaine dans laquelle la commune est exposée à un climat océanique et est dans la région climatique  Bretagne orientale et méridionale, Pays nantais, Vendée, caractérisée par une faible pluviométrie en été et une bonne insolation. 
Pour la période 1971-2000, la température annuelle moyenne est de 11,8 °C, avec une amplitude thermique annuelle de 14,2 °C. Le cumul annuel moyen de précipitations est de 791 mm, avec 12,4 jours de précipitations en janvier et 6,6 jours en juillet. Pour la période 1991-2020, la température moyenne annuelle observée sur la station météorologique de Météo-France la plus proche, « Sainte Gemme la Plaine_sapc », sur la commune de Sainte-Gemme-la-Plaine à 15 km à vol d'oiseau, est de 13,0 °C et le cumul annuel moyen de précipitations est de 809,1 mm,. Pour l'avenir, les paramètres climatiques de la commune estimés pour 2050 selon différents scénarios d'émission de gaz à effet de serre sont consultables sur un site dédié publié par Météo-France en novembre 2022.

## Urbanisme

### Typologie
Au 1er janvier 2024, Saint-Martin-Lars-en-Sainte-Hermine est catégorisée commune rurale à habitat dispersé, selon la nouvelle grille communale de densité à sept niveaux définie par l'Insee en 2022.
Elle est située hors unité urbaine et hors attraction des villes,.

### Occupation des sols

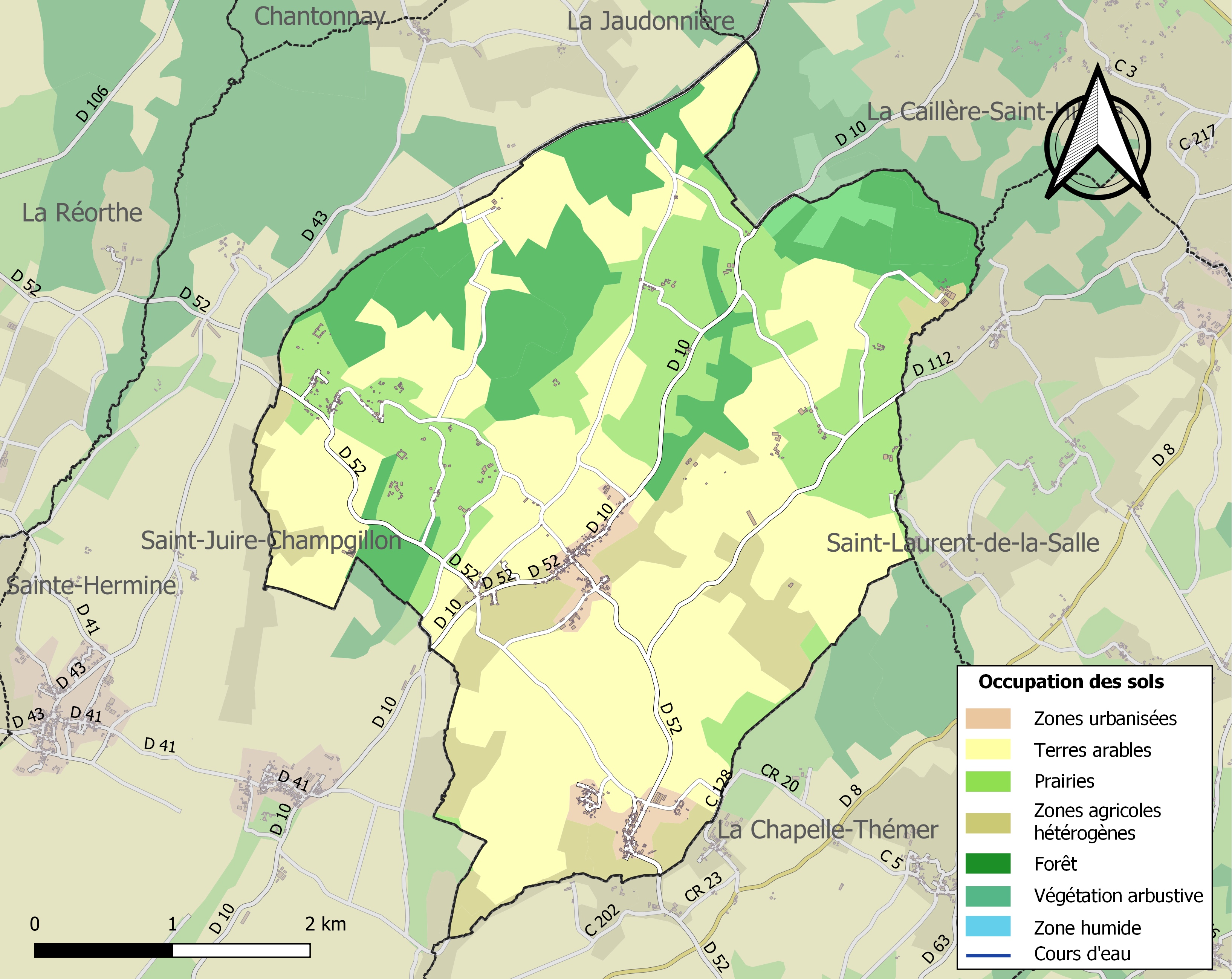
Carte des infrastructures et de l'occupation des sols de la commune en 2018 (CLC).

L'occupation des sols de la commune, telle qu'elle ressort de la base de données européenne d’occupation biophysique des sols Corine Land Cover (CLC), est marquée par l'importance des territoires agricoles (78,7 % en 2018), une proportion sensiblement équivalente à celle de 1990 (79,3 %). La répartition détaillée en 2018 est la suivante : 
terres arables (46,3 %), prairies (22 %), forêts (17,5 %), zones agricoles hétérogènes (10,4 %), zones urbanisées (2,8 %), milieux à végétation arbustive et/ou herbacée (1 %).
L'IGN met par ailleurs à disposition un outil en ligne permettant de comparer l'évolution dans le temps de l'occupation des sols de la commune (ou de territoires à des échelles différentes). Plusieurs époques sont accessibles sous forme de cartes ou photos aériennes : la carte de Cassini (XVIIIe siècle), la carte d'état-major (1820-1866) et la période actuelle (1950 à aujourd'hui).

## Histoire
Une présence gallo-romaine a été authentifiée à Braignard (poteries).[réf. souhaitée]
À l'époque féodale, une quinzaine de fiefs sont répartis sur le territoire de la commune, dont une grande partie dépend de la seigneurie et haute-justice de Bazoges-en-Pareds.[réf. souhaitée]
La seigneurie de Saint-Martin-Lars dépend des seigneurs de Bazoges. En 1244, Hugues II Luneau, seigneur de Bazoges, donne à l'abbaye de Moreilles deux fiefs sur la paroisse de Saint-Martin-Lars : un moulin et hébergement occupé par les moines du prieuré. En 1252, ce même Hugues Luneau valide un échange de biens entre l'abbaye de Moreilles et celle de la Grainetière, et se présente alors comme "miles, dominus de Bazoges et Sancti Martini l'Ars", soit chevalier, seigneur de Bazoges et Saint-Martin-Lars. Vers 1330, Luce Luneau, fille de Guillaume II, seigneur de Bazoges, épouse Geoffroy de Brillouët et lui apporte la seigneurie de Saint-Martin-Lars en dot. La seigneurie quitte alors le patrimoine des seigneurs de Bazoges, mais elle en reste vassale. Ainsi, lorsque Jean III Girard de Bazoges rend aveu pour sa seigneurie en 1541, l'un de ses principaux vassaux est Léon de Pennevaire, seigneur de Saint-Martin-Lars et de la Vergne.
La seigneurie de La Vergne, qui appartient en 1541 à Léon de Pennevaire, figure parmi les fiefs dépendants de Bazoges en 1541 et en 1603. Au début du XVIIe siècle, elle compte de nombreux vassaux, dont certains appartiennent à de grandes familles poitevines. Ainsi François des Nouhes de la Tabarière, seigneur de la Chapelle-Thémer et la Tabarière, vassal de la Vergne en raison d'un fief appelé le Fief Foignaud ; Hélène d'Applevoisin, dame de Poiton ; René Prévost de Velaudin, seigneur de Velaudin, à cause du Fief Roussot ; Charles Sallot, seigneur des Couteaux, à cause de sa seigneurie de la Smagne, paroisse de Saint-Valérien ; Léon de Saint-Martin, seigneur de Rogerie, à cause d'un hébergement paroisse de saint-Valérien ; Honorat Prévost du Chastellier, seigneur du Chastelier-Portault, pour un fief de terre situé à Réaumur ; etc.
La seigneurie de la Barbotière, qui comporte un "hôtel et hébergement" dès le XVIe siècle, appartient en 1541 à Antoine Ortye, seigneur de la Barbotière. En 1603, elle est la résidence de Jean Thomas, écuyer seigneur de la Barbotière. Elle est vassale de Bazoges.
La Roche d'Yoron n'est en 1541 qu'un bois appartenant à la famille Goron. En 1603, Mathurin Goron est seigneur de la Roche d'Yoron et y réside dans un hôtel noble. Elle est également vassale de Bazoges.
Le moulin à eau de Gabort, appartient en 1541 à maître Jacques Bernon, puis en 1603 à Jean Imbert, seigneur de Puysec. Il est lui aussi vassal de Bazoges.
Pendant quatre siècles, le fief de la Guinemandière (aujourd'hui château de la Guillemandière), a appartenu à la famille Racodet arrivée en Bas-Poitou en 1340 après le mariage de Gilles Racodet avec Sybille Guinemant, fille d'André Guinemant, sieur de la Guinemendière. Jacques Racodet est lieutenant du sieur de Bellisle, puis lieutenant d'une compagnie de 100 hommes d'armes, et maître d'hôtel de Henri IV. 
Ce dernier aurait séjourné à la Guinemandière, et les archives du château conservent trois autographes de sa main. En 1541, la liste des vassaux de la seigneurie de Bazoges-en-Pareds indique qu'un certain Colin Guinemant possède encore une maison dans le bourg de Saint-Martin-Lars.
Parmi les autres fiefs de la paroisse, citons : l'hôtel et hébergement du Bois Luneau, appartenant à René de Gaborit, seigneur de la Bodinatière (et dont une partie de la seigneurie de la Guinemandière est vassale) ; le Fief Boucher, tenu par Jean de la Roche, seigneur du Colombier, consistant en une maison dans le bourg de Saint-Martin ; le Fief Nubelin, tenu par le même Jean de la Roche, consistant en 300 journaux de vignes, plus des prés, des granges et des terres ; l'hôtel noble et seigneurie de la Roulinière et celui de la Cantelerie, appartenant tous les deux à Jeanne de l'Hosme, dame de la Roulinière et de la Petite Barbotière ; la Vieille-Ferté et le Fief Filloteau, fiefs de terre propriétés d'Honorat Prévost du Chastelier ; Thémer, fief de vignes et de vergers, tenus par René Grignon, écuyer seigneur de la Foresterie ; Lesperon, fief de terres appartenant à Jeanne de l'Hosme. En 1603, tous sont vassaux des seigneurs de Bazoges-en-Pareds. Appartiennent également aux seigneurs de Bazoges les terrages des terres appartenant aux Hospitaliers de Champgillon, ceux dépendants de la maison noble de la Ferté (propriété d'Honorat Prévost), ceux d'une partie de la Guinemandière, et tous ceux de la Barbotière.
À la période révolutionnaire, Saint-Martin-Lars fut rebaptisée Lars-la-Valeur.
En 1846, la commune prend le nom de Saint-Martin-Lars-en-Sainte-Hermine, bien que de nombreux auteurs continuent de la nommer Saint-Martin-Lars.

## Politique et administration

### Liste des maires
| Période                                  | Période              | Identité             | Étiquette | Qualité                                                            |
| ---------------------------------------- | -------------------- | -------------------- | --------- | ------------------------------------------------------------------ |
| Les données manquantes sont à compléter. |                      |                      |           |                                                                    |
| ca. 1965                                 |                      | Auguste Meunier      |           | Ancien exploitant agricole                                         |
| mars 1971                                | juin 1995            | Edouard de Rodellec  | DVD       | Retraité                                                           |
| juin 1995                                | 21 mars 2008         | Thérèse Daniau       |           | Agricultrice                                                       |
| 21 mars 2008                             | 20 juin 2016 (décès) | Dominique Rager      |           | Professeur de mathématiques Intendant en collèges et lycées privés |
| 16 septembre 2016                        | 18 mai 2020          | Michel Lavau         |           | Artisan menuisier                                                  |
| 18 mai 2020                              | En cours             | Joseph-Marie Alletru |           | exploitant agricole                                                |

## Population et société

### Démographie

#### Évolution démographique
L'évolution du nombre d'habitants est connue à travers les recensements de la population effectués dans la commune depuis 1793. Pour les communes de moins de 10 000 habitants, une enquête de recensement portant sur toute la population est réalisée tous les cinq ans, les populations de référence des années intermédiaires étant quant à elles estimées par interpolation ou extrapolation. Pour la commune, le premier recensement exhaustif entrant dans le cadre du nouveau dispositif a été réalisé en 2005.

En 2022, la commune comptait 421 habitants, en évolution de +2,93 % par rapport à 2016 (Vendée : +5,33 %, France hors Mayotte : +2,11 %).
| 1793 | 1800  | 1806 | 1821  | 1831  | 1836 | 1841  | 1846  | 1851 |
| ---- | ----- | ---- | ----- | ----- | ---- | ----- | ----- | ---- |
| 762  | 1 064 | 738  | 1 004 | 1 040 | 977  | 1 006 | 1 023 | 971  |

| 1856 | 1861 | 1866 | 1872 | 1876 | 1881 | 1886 | 1891 | 1896 |
| ---- | ---- | ---- | ---- | ---- | ---- | ---- | ---- | ---- |
| 971  | 923  | 896  | 875  | 822  | 809  | 842  | 850  | 817  |

| 1901 | 1906 | 1911 | 1921 | 1926 | 1931 | 1936 | 1946 | 1954 |
| ---- | ---- | ---- | ---- | ---- | ---- | ---- | ---- | ---- |
| 833  | 858  | 840  | 804  | 786  | 738  | 705  | 700  | 679  |

| 1962 | 1968 | 1975 | 1982 | 1990 | 1999 | 2005 | 2006 | 2010 |
| ---- | ---- | ---- | ---- | ---- | ---- | ---- | ---- | ---- |
| 709  | 607  | 521  | 450  | 425  | 403  | 444  | 445  | 396  |

| 2015 | 2020 | 2022 | - | - | - | - | - | - |
| ---- | ---- | ---- | - | - | - | - | - | - |
| 414  | 420  | 421  | - | - | - | - | - | - |

#### Pyramide des âges
La population de la commune est relativement âgée.
En 2018, le taux de personnes d'un âge inférieur à 30 ans s'élève à 29,1 %, soit en dessous de la moyenne départementale (31,6 %). À l'inverse, le taux de personnes d'âge supérieur à 60 ans est de 37,9 % la même année, alors qu'il est de 31,0 % au niveau départemental.
En 2018, la commune comptait 210 hommes pour 202 femmes, soit un taux de 50,97 % d'hommes, largement supérieur au taux départemental (48,84 %).
Les pyramides des âges de la commune et du département s'établissent comme suit.
| Hommes | Classe d’âge | Femmes |
| ------ | ------------ | ------ |
| 0,9    | 90 ou +      | 1,9    |
| 7,5    | 75-89 ans    | 10,7   |
| 26,6   | 60-74 ans    | 28,2   |
| 21,5   | 45-59 ans    | 18,9   |
| 13,6   | 30-44 ans    | 12,1   |
| 14,0   | 15-29 ans    | 12,1   |
| 15,9   | 0-14 ans     | 16,0   |

| Hommes | Classe d’âge | Femmes |
| ------ | ------------ | ------ |
| 0,8    | 90 ou +      | 2,2    |
| 8,7    | 75-89 ans    | 11,1   |
| 20,3   | 60-74 ans    | 21,3   |
| 20     | 45-59 ans    | 19,4   |
| 17,5   | 30-44 ans    | 16,8   |
| 15     | 15-29 ans    | 13,2   |
| 17,7   | 0-14 ans     | 16,1   |

## Lieux et monuments
L'église Saint-Martin, qui date du XIe siècle, était à l'origine fortifiée (vestiges de chemin de ronde et contreforts). Elle a été classée monument historique par arrêté du 9 mars 1987.

## Galerie

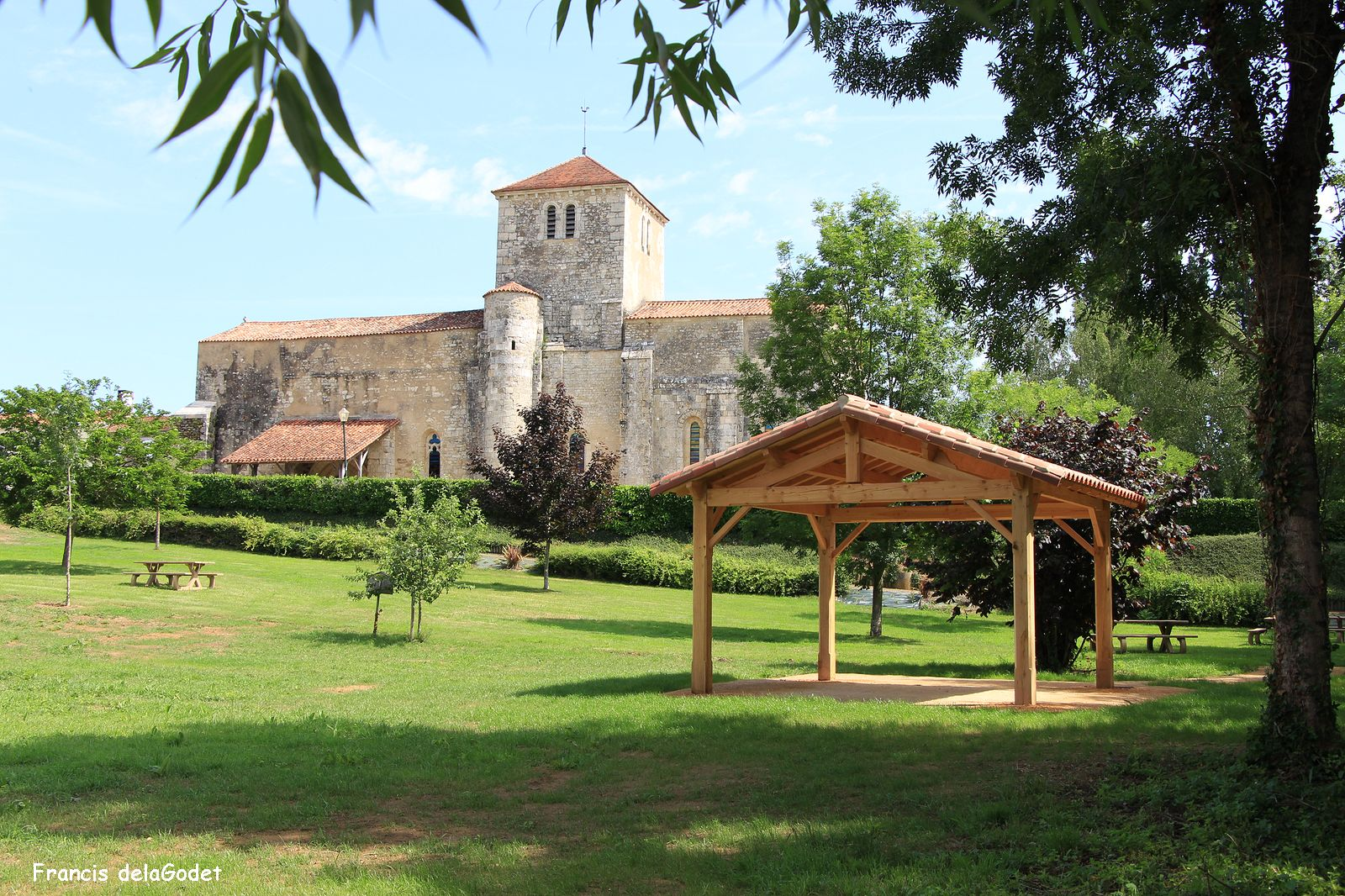
Parc communal.
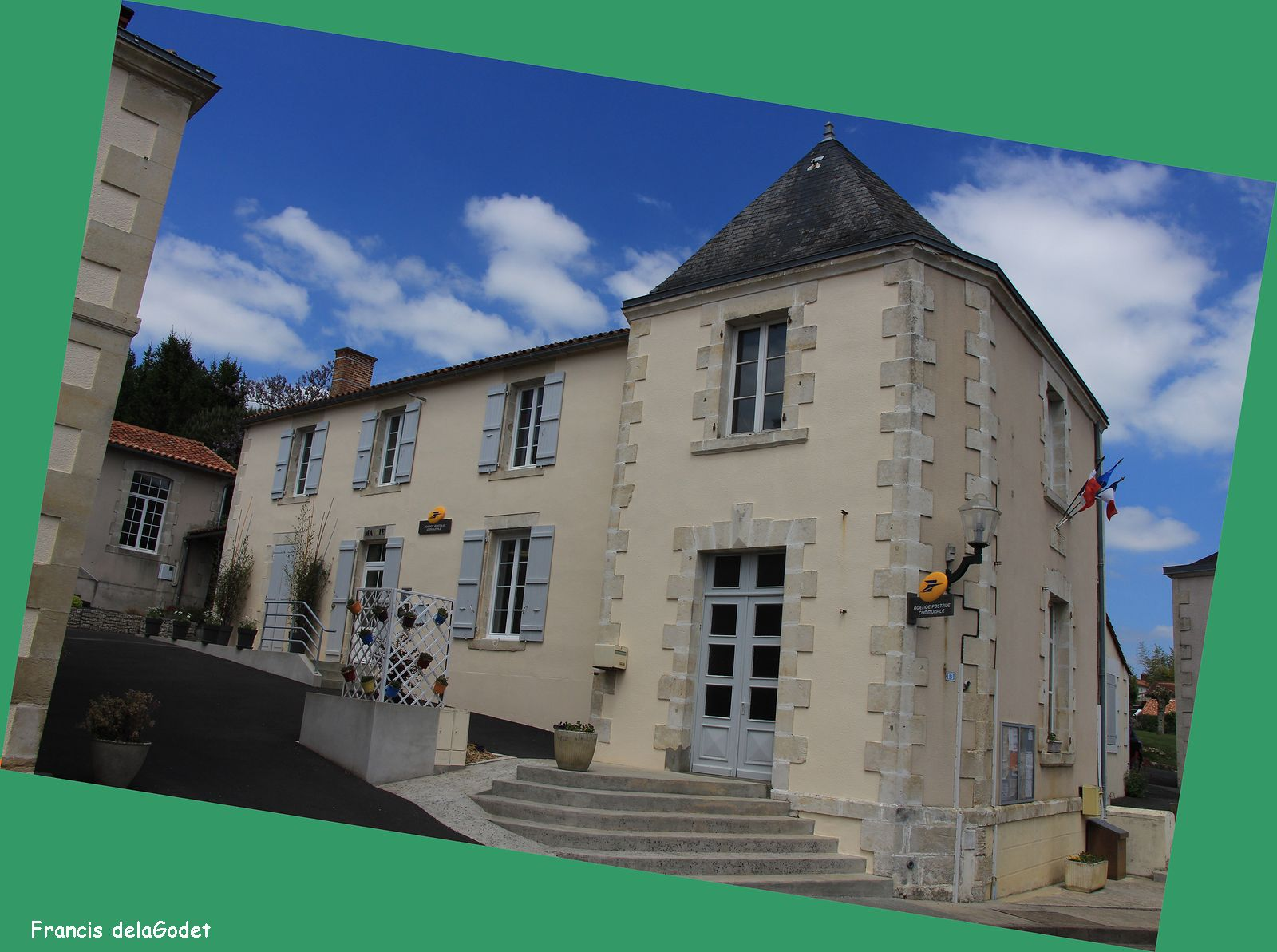
Mairie.
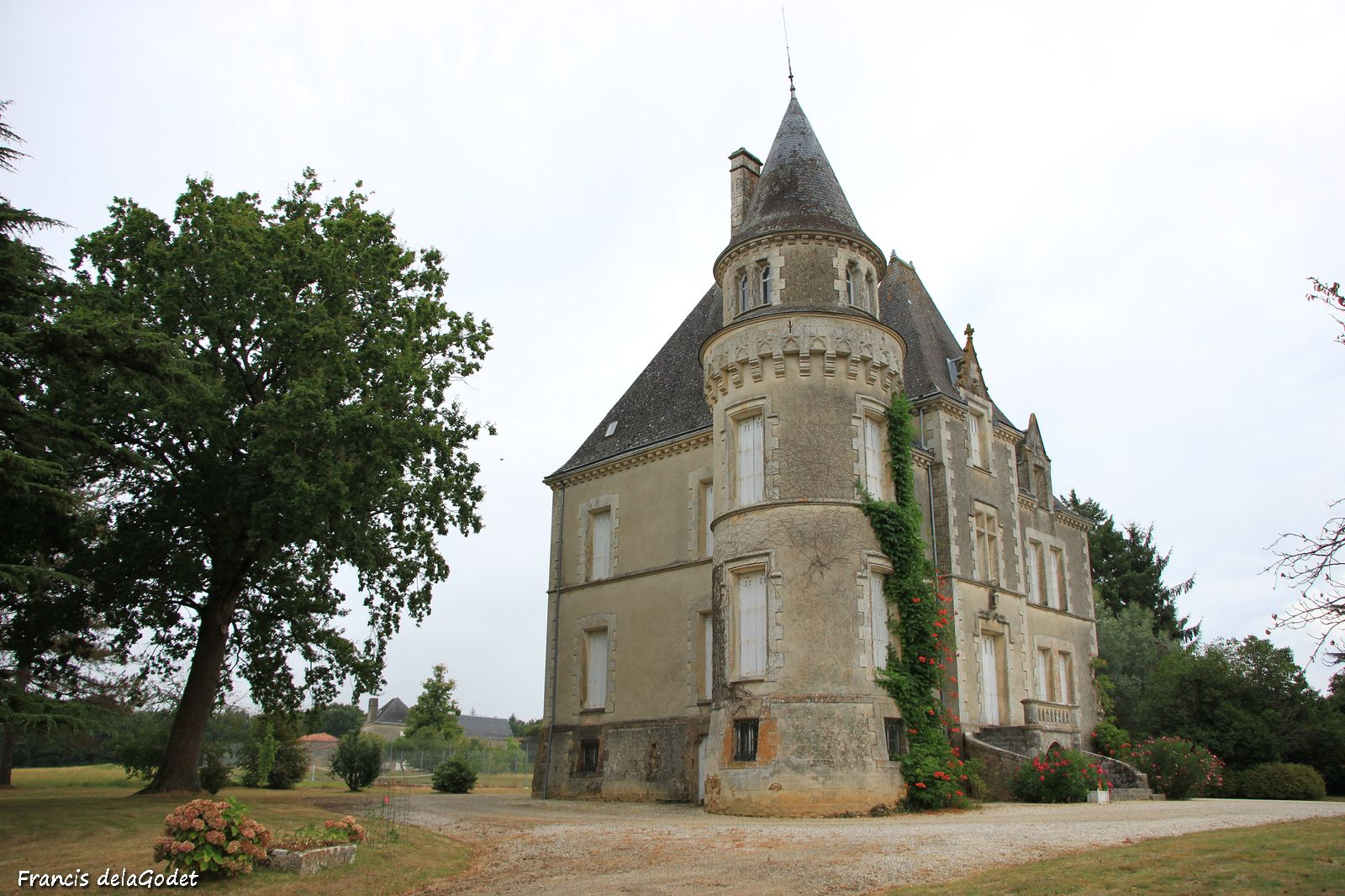
La Bironnière.
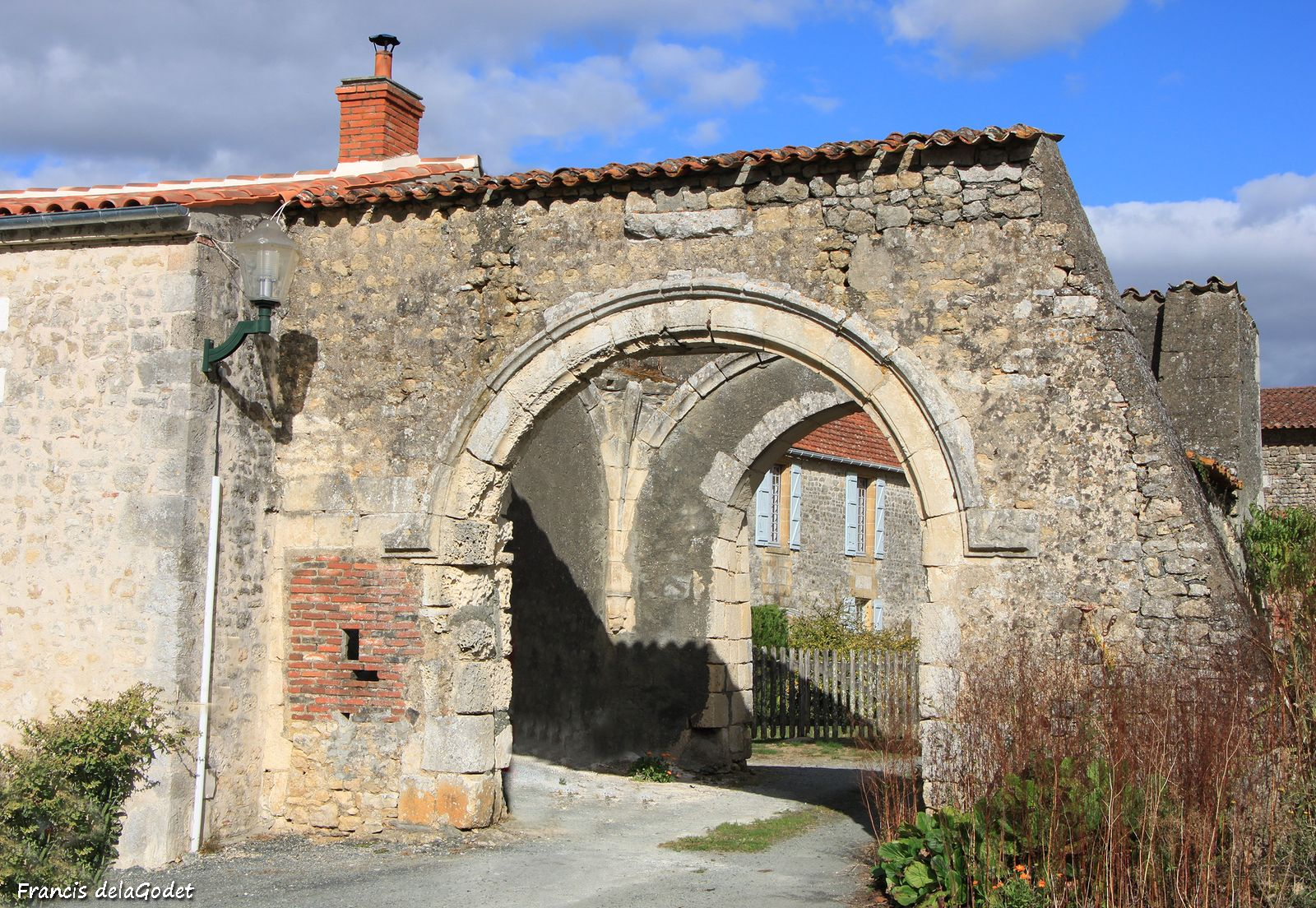
Château.
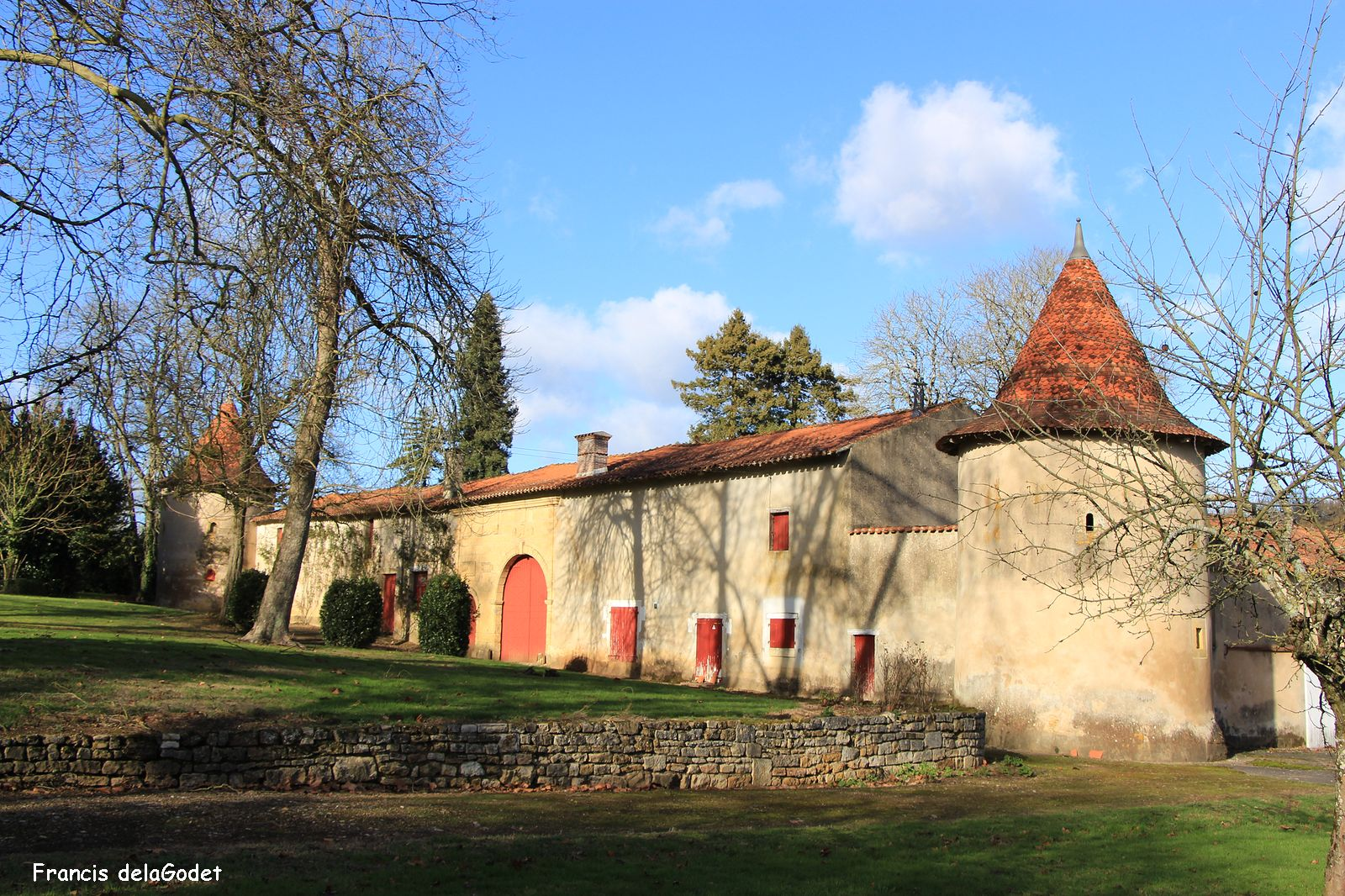
La Guillemandière.
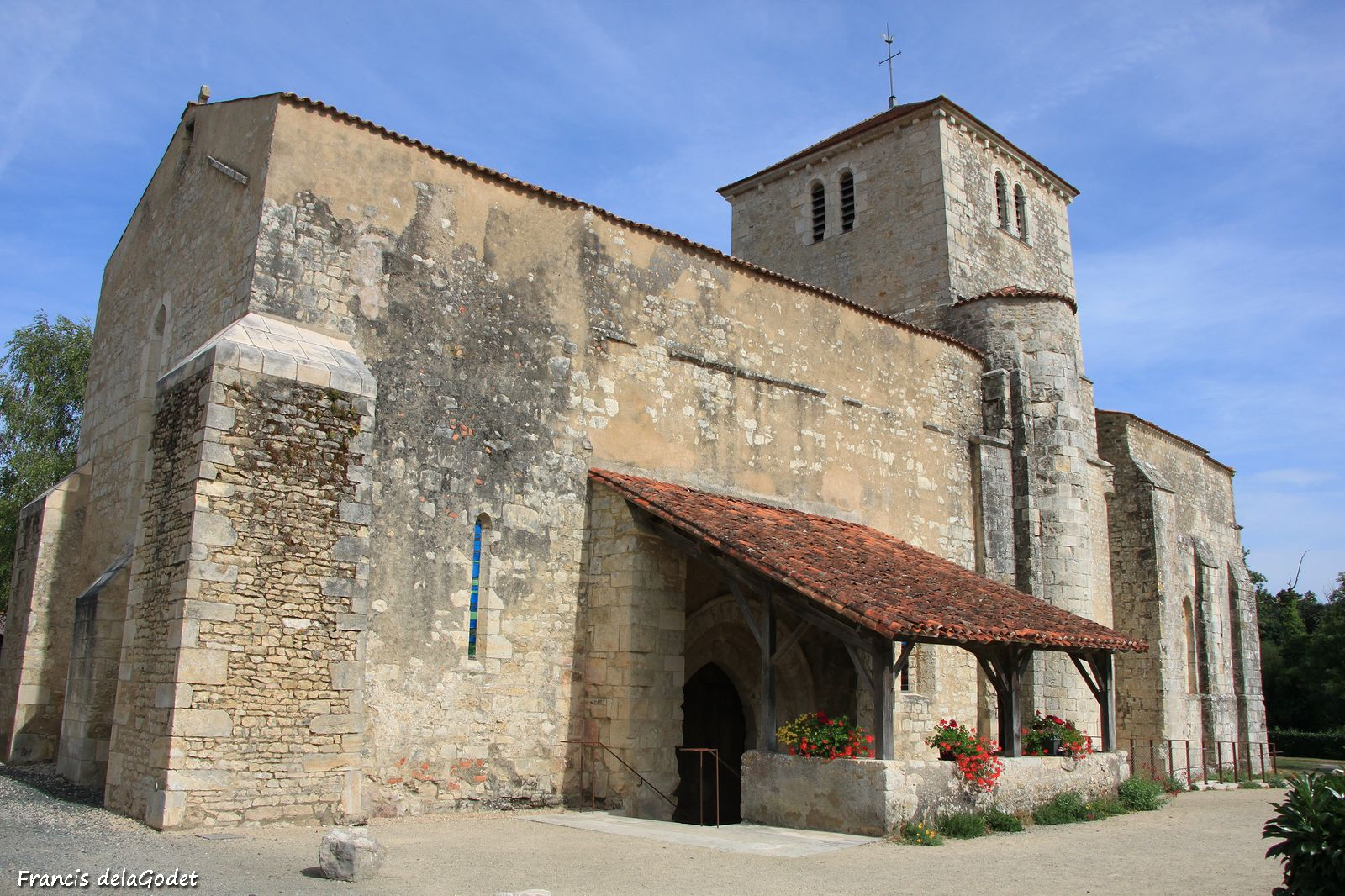
Église Saint-Martin.

## Personnalités liées à la commune
- Pierre Mauclerc de La Musanchère (1700-1775), évêque de Nantes, est né à la Ferté, paroisse de Saint-Martin-Lars, de père protestant.